# Cratichneumon okamotoi
Cratichneumon okamotoi är en stekelart som beskrevs av Tohru Uchida 1935. Cratichneumon okamotoi ingår i släktet Cratichneumon och familjen brokparasitsteklar. Inga underarter finns listade i Catalogue of Life.